# Солис, Одланьер
Одланье́р Соли́с Фонте́ (исп. Odlanier Solís Fonté, р. 5 апреля 1980, Гавана, Куба) — кубинско-немецкий боксёр-профессионал, выступавший в тяжёлой весовой категории. Чемпион XXVIII Олимпийских игр в весовой категории до 91 кг (2004). Трёхкратный чемпион мира (2001, 2003, 2005). Двукратный чемпион Панамериканских игр (1999, 2003).

## Любительская карьера
Gервый международный успех пришёл к боксёру в 1998 году, когда он выиграл Панамериканские игры среди юниоров в Толуке, и чемпионат мира среди юниоров в Буэнос-Айресе. В 1999 году взял золото на панамериканских играх, выступая уже в открытой возрастной категории. В 1999 году он выиграл чемпионат Kубы победив Феликса Савона. До 2004 года он защищал свой титул пять раз подряд.
Солис стал чемпионом мира в 2001 в Белфасте и в 2003 году в Бангкоке в тяжелом весе, в 2005 в Мяньяне в супертяжелом весе. В 2001 году он победил в полуфинале по очкам российского боксёра, серебряного призёра Олимпийских игр 2000 года Султана Ибрагимова, и в финале британца Дэвида Хэя техническим нокаутом в третьем раунде. Хэй побеждал Солиса в первом раунде с большим преимуществом в очках, и даже отправил Солиса в хороший нокдаун правым крюком снизу, но пренебрегая защитой "слил" оба следующих раунда. Кубинец в перерыве после первого раунда, выслушав наставления секундантов (усилив защиту), бил Хэя через его опущенные руки. Уже к середине второго раунда выровнял счёт, и в третьем добился остановки боя за явным преимуществом (17:31)
В феврале 2003 года, проиграл болгарскому боксёру Кубрату Пулеву. В 2003 году Солис выиграл чемпионат мира, победив в этом турнире таких боксёров как Кубрат Пулев, Виктор Зуев, а в финале победил российского боксёра Александра Алексеева.
В 2004 году снова взял золото на панамериканских играх. Победил в финале боксёра из Тринидада, Кертсона Мансвелла со счётом 15:3.
Чемпионат мира 2005 года стал единственным серьёзным турниром. который не принёс Солису золото. В полуфинале Солис победил болгарина, Курбата Пулева, а в финале в очень сложном бою переиграл россиянина Романа Романчука 29:22
В 2005 году в Китае выиграл турнир, победив таких известных боксёров как, Вячеслав Глазков, Виктор Зуев и Кубрат Пулев.

### Олимпийские Игры
Солис не поехал на олимпийские игры в Сидней в 2000 году, чтоб не создавать конкуренцию кубинскому герою, Феликсу Савону, который собирался стать чемпионом в третий раз. Солис завоевал золотую медаль на олимпийских играх 2004 года в Афинах в весовой категории до 91кг
Олимпийские игры 2004
- 1/8 финала. Победил Александра Алексеева (Россия) 24-21
- 1/4 финала. Победил Уилмера Васкеса (Бразилия) 24-2
- 1/2 финала. Победил Насер Аль Шами (Сирия) RSC-3 (1:29)
- Финал. Победил Виктора Зуева (Белоруссия) 22-13

## Профессиональная карьера
На профессиональном ринге Солис дебютировал 27 апреля 2007 года в супертяжелой весовой категории и сразу выступал против опытных бойцов. Первый поединок Солис провёл против опытного немецкого боксёра Андреаса Сидона, который при 7 поражениях имел в своём активе 32 победы. Кубинец в своём дебютном бою нокаутировал опытного оппонента на первой минуте поединка.
Второй бой Солис провёл против украинца Алексея Мазыкина, который имел 10 побед и всего одно поражение. Солис снова победил нокаутом в первом раунде.
Через месяц Одланьер в своём третьем поединке победил по очкам шведа Алдо Колландера, который имел 12 побед при одном поражении. Затем Солис нокаутировал американского джорнимена Маркуса Макги.
Побеждая всех своих оппонентов, к своему 9-му поединку вышел на ринг с непобеждённым грузинским боксёром Мамуком Джугашвили, который имел в своём послужном списке 20 победных поединков. Одланьер нокаутировал Джугашвили во втором раунде.
В мае 2008 года победил Гарри Дивена (12-2). 11 октября 2008 года вышел на первый титульный поединок. В бою за вакантный титул интернационального чемпиона по версии WBC Солис нокаутировал в 9-м раунде австралийца Чонси Уэлливера (35-4-5). В январе 2009 года Солис нокаутировал американцу Кевина Барнетта (13-1-1). 12 июня 2009 года в 1-м раунде нокаутировал Доминика Александра. Затем в сентябре вышел на ринг с известным американцем Монте Барреттом.

### Бой с Монте Барреттом
10 октября 2009 года произошло интересное противостояние Солиса с известным американским боксёром, Монте Барреттом. Интересным фактом явилось то, что американец получил приглашение на бой всего за неделю. Бой начался не сильно активно: Солис присматривался, изучал тактику опытного американца. Барретт пытался держать дистанцию джебом, бегал по рингу, но иногда жесткие удары Солиса достигали своих целей. Раунд прошёл без особых потрясений. В первой половине 2-го раунда Баррет пропустил жесткий левый хук и упал на канвас ринга, но сумел подняться. Сразу после нокдауна Одланьер бросился добивать оппонента, и после второго нокдауна рефери остановил бой. Убедительная победа кубинца ещё больше продвинула его в рейтингах.

### Бой с Карлом Дэвисом Драмондом
20 марта 2010 года Одланьр Солис вышел на ринг с коста-риканцем Карлом Дэвисом Драмондом (26-2), бывшим претендентом на чемпионский титул WBA. Поединок был с запозданием из-за несоответствий перевязки бинтов у Драмонда. Поединок вышел односторонним. В 3-м раунде Солис начал избивать Карла. Гонг спас от падения, но угол костариканца отказался от продолжения поединка. Солис победил досрочно. По статистике, Солис нанёс за поединок 61 точный удар из 156, а драмонд — всего 6 точных ударов из 58 выброшенных.

### Бой с Рэем Остином
17 декабря 2010 года Одланьер Солис вышел на ринг с американцем Рэем Остином в бою за статус обязательного претендента на титул чемпиона мира по версии WBC. Кубинец сразу определил приоритеты в ринге и действовал первым номером, но первые раунды боя не были зрелищными. Небольшая вспышка Солиса в третьем, и до пятого раунда, без особых ярких атак. В 5-м Раунде кубинец провёл длинную и яркую серию, после которой американец чудом выстоял, и после этого от резкого, не особо выразительного левого хука, рухнул на канвас. Остин встал на счёт 8 и продержался до конца раунда. Уставший к 10-му раунду Остин, изо всех сил пытаясь что-то противопоставить, начал вязаться к Солису. После очередной атаки кубинца Остин снова рухнул на канвас, но сумел подняться. В конце 10-го раунда после атаки Одланьера американец прижал его к канатам и завалился на кубинца, и только благодаря рефери оба не рухнули за предел ринга. Американец не реагировал на замечание рефери, за что в середине раунда было снято с него одно очко, а к концу после потасовки у канатов, дисквалификация. Одланьер Солис уверенно победил.

### Чемпионский бой с Виталием Кличко
19 марта 2011 года Одланьер Солис встретился с чемпионом мира, Виталием Кличко. Кубинец намеренно отдал центр ринга чемпиону, сосредоточившись на работе вторым номером и проведении быстрых контратак. Кличко боксировал в присущей ему манере, выверяя дистанцию джебом и изредка подключая правую руку. Солис, держа руки высоко, несколько раз успешно перехватил атаки соперника, проведя точные удары. Под занавес раунда Кличко удалось нанести удар справа в висок, от которого Солис завалился назад и упал на канвас. Ему с трудом удалось подняться на ноги, но рефери, доведя отсчет до конца дал отмашку об окончании поединка. В момент падения кубинец повредил правую ногу, о чём свидетельствуют рентгеновские снимки, продемонстрированные позже. После поражения от Кличко и получения серьёзной травмы Солис вынужден был взять длинную паузу, более года не выходя на ринг.

### Бой с Константином Айрихом
19 мая 2012 года, после 14-месячного перерыва, промоутер Солиса Ахмет Онер организовал бой между своими подопечными, кубинцем Одланьером Солисом и немцем казахского происхождения Константином Айрихом. В предыдущем бою Айрих сенсационно победил набирающего обороты чеха Ондрея Палу и стал высоко котироваться в мировых рейтингах. Поэтому первый бой Солиса после перерыва, связанного с травмой, полученной в бою с Виталием Кличко, был достаточно серьёзным. Кубинец вышел на ринг с избыточным весом, но это не помешало ему весь бой действовать активно и быстро. Весь бой Одланьер прессинговал Константина и выиграл почти все раунды. Несмотря на хвалёные сокрушительные удары Айриха, которые помогли ему в бою с чехом Ондреем Палой, Солису они не доставили никаких проблем, и кубинец с лёгкостью блокировал почти все атаки немца. В 3-м и 11-м раундах кубинцу удавалось потрясать немца, но Константин выдерживал сильные удары, ни разу не упав на настил ринга. По итогам 12-раундового боя все судьи с разгромным счётом отдали победу кубинцу. Солис уверенно победил и вновь заявил о себе мировому боксу.
- В 2012 году Солис должен был принять участие в отборочном турнире IBF, но не смог. На октябрь был назначен бой Солиса с непобеждённым норвежцем Лейфом Ларсеном (16-0)[11], но менее чем за неделю до поединка Солис решил отказаться от боя и провести встречу в декабре с известным польским боксёром Томашем Адамеком, тем самым войти в турнир IBF и получить возможность выйти на чемпионский бой[12]. Но из-за финансовых разногласий Солис отказался и от боя с Адамеком[13].
- В марте 2013 года Одланьер Солис победил по очкам в конкурентном противостоянии норвежца Лейфа Ларсена, а в июле техническим нокаутом немца Якупа Саглама.

### 1-й бой с Тони Томпсоном
23 марта 2014 года в Турции Одланьер Солис в рейтинговом бою по версии WBC встретился с возрастным американцем Тони Томпсоном. Солис считался фаворитом в соотношении 1,8 к 1, но Томпсон легко перекрывал серийные комбинации Солиса: к середине боя тот устал и стал действовать менее активно. Томпсон более уверенно взял вторую половину боя, действуя более хорошо на длинной и средней дистанции, провёл множество успешных комбинаций джебом и выиграл раздельным решением судей у кубинского боксёра.

### 2-й бой с Тони Томпсоном
После первого боя Томпсона с Солисом промоутер кубинца Ахмет Онер начал искать оправдания и пообещал, что Солис впредь будет готовиться лучше, и поражение Томпсону просто было нелепым стечением обстоятельств. В феврале 2015 года состоялась вторая встреча между этими боксёрами. Несмотря на исход первого боя, Одланьер Солис снова считался фаворитом. Первоначально бой планировалось провести осенью 2015 года, затем его несколько раз переносили, затем возникли сложности на арене в Венгрии, и Онер в короткие сроки переорганизовал боксёрское шоу в Турцию.
Поединок вышел большим разочарованием. Тони Томпсон уже со 2-го раунда прессинговал Одланьера Солиса, который, вопреки обещаниям, вышел в плохой форме. 43-летний Томпсон, напротив, подготовился лучше, и был более подсушен, чем в первом бою. По истечении восьми раундов избиения Солис отказался выходить на 9-й раунд вопреки требованиям его угла и менеджера. Солис бесславно проиграл, а Томпсон в свои 43 года снова вернулся в топы супертяжёлого веса. Разъярённый Онер заявил, что будет выставлять Солиса как джорнимена против любых боксёров, кто будет предлагать наилучшую цену.

### Мешочная диета
После второго поражения от  Томпсона менеджеры Солиса сочли за благо посадить его на так называемую «мешочную диету», то есть выставляя против него откровенно слабых боксёров. Первым среди них оказался Милош Доведан, боксёр с уникальным послужным списком — проведя 27 профессиональных боев, он проиграл 25, 23 из них нокаутом.

## Результаты боёв
В таблице перечислены результаты всех поединков боксёров.
В каждой строке указан результат поединка. Дополнительно номер поединка обозначен цветом, который обозначает итог поединка. Расшифровка обозначений и цветов представлена в нижеследующей таблице.
| Пример | Расшифровка                     |
| ------ | ------------------------------- |
|        | Победа                          |
|        | Ничья                           |
|        | Поражение                       |
|        | Планируемый поединок            |
|        | Поединок признан несостоявшимся |
| КО     | Нокаут                          |
| ТКО    | Технический нокаут              |
| PTS    | Решение судей (по очкам)        |
| UD     | Единогласное решение судей      |
| MD     | Решение большинства судей       |
| SD     | Раздельное решение судей        |
| RTD    | Отказ от продолжения боя        |
| DQ     | Дисквалификация                 |
| NC     | Поединок признан несостоявшимся |

| Бой | Рекорд | Дата             | Соперник                      | Судья               | Место боя                                               | Раундов        | Дополнительно                                                                          |
| --- | ------ | ---------------- | ----------------------------- | ------------------- | ------------------------------------------------------- | -------------- | -------------------------------------------------------------------------------------- |
| 25  | 22-3   | 17 сентября 2016 | Александр Тодорович (10-11-1) | Ико Бабич           | Гёппинген, Баден-Вюртемберг, Германия                   | UD (8)         |                                                                                        |
| 24  | 21-3   | 4 августа 2016   | Милош Доведан (2-25)          | Тимо Габигорст      | ECB Boxgym, Гамбург, Германия                           | KO2 (6) 1:53   |                                                                                        |
| 23  | 20-3   | 27 февраля 2015  | Тони Томпсон (39-5)           | Даниэль Ван Де Виль | Gloria Sports Arena, Анталья, Турция                    | RTD8 (12) 3:00 |                                                                                        |
| 22  | 20-2   | 22 марта 2014    | Тони Томпсон (38-4)           | Гидо Кавальери      | Atatürk Spor Salonu, Текирдаг, Турция                   | SD (12)        | 114-115, 113-115, 116-112. Бой за титул WBC International.                             |
| 21  | 20-1   | 27 июля 2013     | Якуп Саглам (29-2)            | Жан-Пьер Ван Имсхот | Куксхафен, Германия                                     | TKO7 (12) 2:30 | Бой за титул IBF Intercontinental, 2-я защита Солиса.                                  |
| 20  | 19-1   | 22 марта 2013    | Лейф Ларсен (17-0-0)          | Жан-Пьер Ван Имсхот | Universal Hall, Берлин, Германия                        | UD (12)        | Бой за интерконтинентальный титул IBF, 1-я защита Солиса.                              |
| 19  | 18-1   | 19 мая 2012      | Константин Айрих (23-5-2)     | Марк Кало-Oy        | Конференц-Центр, Фарр, Техас, США                       | UD (12)        | Бой за интерконтинентальный титул IBF, 2-я защита Айриха.                              |
| 18  | 17-1   | 19 марта 2011    | Виталий Кличко (41-2)         | Хосе Гарсия         | Ланксесс-Арена, Кёльн, Германия                         | ТKO1 (12) 2:59 | Бой за пояс чемпиона WBC, 6-я защита Виталия Кличко. Солис получил травму при падении. |
| 17  | 17-0   | 17 декабря 2010  | Рэй Остин (28-4-4)            | Томми Киммонс       | Аирленс Арена, Майами, США                              | DQ10 (12) 2:59 | Выиграл элиминатор по версии WBC.                                                      |
| 16  | 16-0   | 20 октября 2010  | Карл Дэвис Драмонд (26-2)     | Самюэль Бургос      | Mallory Square, Ки-Уэст, Флорида, США                   | RTD3 (10) 3:00 | Защитил интернациональные пояс WBC, и континентальный WBA.                             |
| 15  | 15-0   | 20 марта 2010    | Монте Барретт (34-7)          | Вейн Келли          | Медисон-сквер-гарден, Нью-Йорк,, США                    | TKO2 (10) 1:54 | Защитил интернациональные пояс WBC.                                                    |
| 14  | 14-0   | 12 июня 2009     | Доминик Александр (18-6-1)    | Франк Сантор        | Миккосуки Индиан Гаминг Ресорт, Майами, США             | TKO1 (8) 2:55  |                                                                                        |
| 13  | 13-0   | 9 января 2009    | Кевин Барнетт (13-1-1)        | Джей Нэди           | Буфалло Биллс Стар арена, Примм, Невада, США            | TKO8 (10) 2:00 | Защитил интернациональные пояс WBC, выиграл вакантный континентальный WBA.             |
| 12  | 12-0   | 11 октября 2008  | Чонси Уелливер (35-4-5)       | Даниэль Ван Де Виль | O2 Уорд Арена, Гамбург, Германия                        | TKO9 (12) 1:23 | Выиграл вакантный интернациональный пояс WBC.                                          |
| 11  | 11-0   | 12 сентября 2008 | Чад Ван Сайкл (22-8-3)        | Генрих Мухмерт      | Kugelbake Halle, Cuxhaven, Niedersachsen, Германия      | TKO1 (8) 1:32  |                                                                                        |
| 10  | 10-0   | 7 июня 2008      | Гарри Дивен мл. (12-2-1)      | Оливер Бреин        | Karl Eckel Halle, Hattersheim am Main, Hessen, Германия | UD (8)         |                                                                                        |
| 9   | 9-0    | 26 апреля 2008   | Мамука Джикурашвили (20-0)    | Арно Покрандт       | Spor Salonu, Trabzon, Турция                            | KO2 (8) 1:34   |                                                                                        |
| 8   | 8-0    | 14 марта 2008    | Сиссе Салиф (22-9-2)          | Оливер Бреин        | Zenith - Die Kulturhalle, Мюнхен                        | UD (8)         |                                                                                        |
| 7   | 7-0    | 29 февраля 2008  | Адриан Райкай (15-6)          | Франческо Де Руво   | Allianz Cloud Arena, Милан, Италия                      | KO3 (8)        | Выиграл вакантный пояс WBC Latino.                                                     |
| 6   | 6-0    | 23 декабря 2007  | Джулиус Ллойд Лонг (15-8)     | Адрио Заннони       | Maritim Hotel, Галее, Германия                          | UD (8)         |                                                                                        |
| 5   | 5-0    | 19 октября 2007  | Джереми Бейтс (21-14-1)       |                     | Estrel Hotel, Берлин, Германия                          | TKO2 (8) 0:18  |                                                                                        |
| 4   | 4-0    | 21 сентября 2007 | Маркус МакГи (20-0)           | Арно Покрандт       | Hansehalle, Любек, Германия                             | KO2 (6) 2:14   |                                                                                        |
| 3   | 3-0    | 6 июля 2007      | Альдо Коллиандер (12-1)       | Арно Покрандт       | Arena Gym, Гамбург, Германия                            | UD (4)         |                                                                                        |
| 2   | 2-0    | 16 июня 2007     | Алексей Мазикин (10-1)        | Арно Покрандт       | Atatürk Sport Hall, Анкара, Турция                      | KO1 (4) 0:43   |                                                                                        |
| 1   | 1-0    | 27 апреля 2007   | Андреас Сидон (32-7)          | Юрген Лангос        | Arena Gym, Гамбург, Германия                            | KO1 (4) 0:47   |                                                                                        |